# Xiaowei Zhuang
Xiaowei Zhuang (chinês tradicional: 莊小威, chinês simplificado: 庄小威) (janeiro de 1972) é uma biofísica sino-norte-americana, detentora da cátedra David B. Arnold Jr. de Ciência, Professora de Química e Biologia Molecular e Biologia Química e Professora de Física da Universidade de Harvard, e investigadora do Instituto Médico Howard Hughes. Xiaowei Zhuang é conhecida pelo seu trabalho no desenvolvimento da Stochastic Optical Reconstruction Microscopy (STORM), um método de microscopia de fluorescência de super-resolução, e pelas descobertas de novas estruturas celulares usando STORM.
É doutorada em física pela Universidade da Califórnia em Berkeley. Recebeu ao longo da carreira numerosos prémios e distinções.